# واربویز
واربویز (به انگلیسی: Warboys) یک روستا و محله مدنی در بریتانیا است که در هانتینگدونشر واقع شده‌است. واربویز ۳٬۹۹۴ نفر جمعیت دارد.